# Glyphochloa santapaui
Glyphochloa santapaui är en gräsart som först beskrevs av Sudhanshu Kumar Jain och U.R. Deshpande, och fick sitt nu gällande namn av Clayton. Glyphochloa santapaui ingår i släktet Glyphochloa och familjen gräs. Inga underarter finns listade i Catalogue of Life.